# 數學少女
《數學少女》（日語：数学ガール）是日本作家暨程式設計師結城浩以數學為題材寫的小說。於2007年6月27日發表第一部《數學少女》，於2008年7月30日發表第二部《數學女孩：費馬最後定理》，於2009年11月5日發表第三部《數學女孩：哥德爾不完備定理》，於2011年3月10日發表第四部《數學女孩：隨機演算法》，於2012年6月1日發表第五部《數學女孩：伽羅瓦理論》，於2018年4月14日發表第六部《數學女孩：龐加萊猜想》。

## 概要
「數學」和「少女」為構成本書的兩個核心，屬於大眾傾向的科普書籍。以小說的形式對數學定理作詳細的詮釋。範圍遍及小學程度的四則運算，中學程度的實數線、數列與級數、畢氏定理、一元一次方程式、一元二次方程式和平面幾何，高中範圍的集合論、解析幾何、不等式、三角函數、排列組合、機率到大學的微積分、線性代數、數論、抽象代數。本書特色是人物對話、算式和內文交互參雜，對於有能力的讀者可以以循序漸進的方式，逐漸瞭解知名數學定理所要表達的內涵；而對數學沒有興趣的讀者也可以跳過數學的部分，欣賞人物間的感情世界。

## 劇情簡介

### 數學少女
在高中的第一年，開學典禮結束後，男主角遇到了同班同學的米爾迦，米爾迦和男主角討論了數列謎題，兩人都是數學的愛好者。隨後男主角升上高中二年級後，遇到一個女孩，也就是蒂德菈，把信傳給他，說是要請男主角教他數學。就這樣，也藉由村木老師那邊拿到的卡片，開始了一段數學旅程。起初男主角分別和蒂蒂、米爾迦討論數學，到後面時，三個人逐漸開始一起討論。

### 數學女孩：費馬最後定理
本書增加了一個角色，由梨。由梨是男主角的表妹，時常在家裡和男主角討論數學。到最後時，四個人聚在一起討論費馬最後定理。

### 數學女孩：哥德爾不完備定理
本作延續上部作品的人物，四個人從形式系統切入，最終達到哥德爾不完備定理。

### 數學女孩：隨機演算法
高中的第三年已經來到，多了一位新入學，高中一年級的麗莎。從演算法開始探討數學，麗莎也常常秀電腦螢幕程式給其他人看。最後經過一系列數學旅程，除由梨外的四人開始逐步邁入隨機演算法。

## 登場人物

### 主要登場人物
「我」
本作品的男主角，一開始時是高中一年級，後來蒂德菈升上高中後就成為高中二年級，是一個喜歡演算數學算式的高中生，在家中是位獨生子。在學校偶然認識了數學程度很好的米爾迦同學，兩人各自以不同的方法去解答村木老師給予的「卡片」上的問題。在學校又另外認識了對於數學學習有困難的學妹蒂蒂，後來就當起了蒂蒂的私人家教，在圖書館、咖啡廳等地方嘗試以自己的方式指導學妹數學問題。在獨自演算數學時，偶爾會忽略掉一些重要的關鍵而變成盲目的瞎算；指導蒂蒂的方法又不如米爾迦直接了當、淺顯易懂。有時候會不經意的注意到身邊女性的情感。也經常在家裡教由梨數學。後於《數學女孩：隨機演算法》升上高中三年級，並成為大學考生。
米爾迦
女主角之一，男主角的同班同學，十分會彈鋼琴。和其他人一樣都是數學的愛好者。數學程度在男主角之上，自稱可以用「心眼」看出一些數學問題的關鍵所在，因此相較於男主角，許多問題總是可以乾淨俐落地解決，卻又不失嚴謹。認識了學妹蒂蒂之後，經常和男主角、蒂蒂一起討論數學問題，有時也會指導由梨，並請麗莎顯示電腦螢幕的程式給大家看。此外有一位已經過世的哥哥。後來曾經考慮要去美國留學。
蒂德菈（世茂早期譯名：蒂德拉，通稱：蒂蒂）
全名是摩諾‧迪‧德莉‧蒂德菈，不過男主角從一開始就是直接叫她蒂蒂。是男主角小一屆的學妹，高中一年級，在中學時就曾和男主角同校並且對他有好感，後來又念了同一所高中。數學程度較弱，遇到排山倒海般的算式或是學校老師解釋不清楚的觀念時會受不了。受到了男主角的指導而學會一有問題時就要積極發問，確認自己懂了，整理好思緒後才會繼續前進。有一次在學校詢問男主角問題時遇到了米爾迦學姊，後來也逐漸參與學長姐的數學研究。個性外向活潑、有點天然呆，男主角對她的描述是「像小松鼠一樣」。
世茂出版社翻譯成蒂德拉，但於《數學女孩：隨機演算法》恢復譯名成蒂德菈，也升上了高中二年級。
由梨
男主角的表妹，在家中是獨生女，小男主角三歲，中學二年級，會稱呼男主角為「哥哥」。由於自家和男主角的家相當的近，便經常到他家中作客，喜歡在男主角的房間看書，常出題給男主角。此外稱呼米爾迦為「米爾迦大小姐」。會在撒嬌時發出「喵」的聲音當作語末助詞。特別在意前提和條件。首次出現於《數學女孩：費馬最後定理》。於《數學女孩：隨機演算法》升上中學三年級。
麗莎
首次出現於《數學女孩：隨機演算法》。是比蒂德菈再小一屆的學妹，是高中一年級的學生。經常帶著筆記型電腦，不常說話，電腦及程式能力很強。常被其他人稱為「小麗莎」。

### 其他人物
永永（青文譯名：英英）
擅長鋼琴，和米爾迦在畢業典禮上負責鋼琴演奏的部分。到了《數學少女》系列後期，不常出現。
村木老師
一位古怪的數學老師，喜歡男主角和米爾迦。常出一些和課程內容無關，但是很有趣、且值得探討的題目，也就是「研究課題」，並習慣寫在卡片上給主角們帶回去思考。不會硬性要求要回答，但是主角們還是習慣會提交報告給老師。
都宮
擅長運動，但是並沒有實際參與討論、活動。到了《數學少女》系列後期，就幾乎沒有出現了。
瑞谷老師
圖書室的女性管理員，時間一到就會宣布閉校、放學時間到了。
「我」的媽媽
很喜歡由梨來家裡作客，喜歡料理，也很喜歡喝酒，曾經因為開車出門而不能喝酒而懊惱。

## 作品中出現的數學理論

### 數學少女
| - 質數 - 數列 - 費波那契數列 - 費波那契數列的一般項 - 等比數列 - 階差數列 - 漸化式 - 圓周率 - 無窮 - 無窮級數 - 質因數分解 - 質因數分解的唯一性 - 絕對值 - 冪 - 方程式 - 恆等式 - 定義式 - 因數 - 因數分解 - 項 | - 三角函數 - 倍角公式 - 正弦函數 - 複數平面 - 棣莫弗定理 - 母函數 - 不等式 - 絕對不等式 - 算術平均數和幾何平均數的關係式 - 平方根 - 微分 - 導函數 - 極限 - 差分法 - 下降階乘冪 - 二項式定理 - 驗算 - 卡塔蘭數 - 摺積 | - 命題 - 要素 - 集合 - 黎曼ζ函數 - 巴塞爾問題 - 調和級數 - 對數函數 - 奧里斯姆的證明 |

## 書籍情報
1. 《數學少女》（数学ガール）
 SB創意2007年6月27日發行 ISBN 978-4-7973-4137-9（日語）
2. 《數學女孩：費馬最後定理》（数学ガール　フェルマーの最終定理）
  SB創意2008年7月30日發行 ISBN 978-4-7973-4526-1（日語）
3. 《數學女孩：哥德爾不完備定理》（数学ガール　ゲーデルの不完全性定理）
 SB創意2009年11月5日發行 ISBN 978-4-7973-5296-2（日語）
4. 《數學女孩：隨機演算法》（数学ガール　乱択アルゴリズム）
 SB創意2011年3月10日發行 ISBN 978-4-7973-6100-1（日語）
5. 《數學女孩：伽羅瓦理論》（数学ガール　ガロア理論）
 SB創意2012年6月1日發行 ISBN 978-4-7973-6754-6（日語）
6. 《數學女孩：龐加萊猜想》（数学ガール　ポアンカレ予想）
 SB創意2018年4月14日發行 ISBN 978-4-7973-8478-9（日語）

## 其他媒體

### 電子書
- 《數學少女HD》：iPad版電子書，SB創意發行[1]
- 《數學少女：費馬最後定理HD》：iPad版電子書，Softbank Creative發行[2]
- 《數學少女：哥德爾不完備定理HD》：iPad版電子書，Softbank Creative發行

### 漫畫
《數學少女》
Media Factory《COMIC FLAPPER》2008年4月號至2009年6月號連載（2008年11月號休載），日坂水柯畫，全14話。
上冊：Media Factory2008年11月22日發行，ISBN 978-4-8401-2292-4
下冊：Media Factory2009年7月23日發行，ISBN 978-4-8401-2586-4
《數學少女：費馬最後定理》
Media Factory《COMIC FLAPPER》2010年10月號連載至今，春日旬畫。
第1冊：Media Factory2011年4月23日發行，ISBN 978-4-8401-3793-5
第2冊：Media Factory2012年2月23日發行，ISBN 978-4-8401-4422-3
《數學少女：哥德爾不完備定理》
Media Factory《月刊Comic Alive》2010年12月號連載至今，茉崎美雪畫。
第1冊：Media Factory2011年4月23日發行，ISBN 978-4-8401-3788-1
第2冊：Media Factory2012年1月23日發行，ISBN 978-4-8401-4096-6

### 翻譯版
《數學少女》
- 英語版：Bento Books2011年11月23日發行[9]，平裝版ISBN 978-0-9839513-0-8，精裝版ISBN 978-0-9839513-1-5
- 台灣中文版：青文出版社2008年6月23日發行，ISBN 978-986-209-372-6[10]，SDwing插畫，赫哲序
- 簡體中文版：安徽教育出版社2009年9月發行（譯名為《數學女孩》），ISBN 978-7533653576，朱一飛譯
- 韓文版：東亞日報社2008年3月10日發行，ISBN 978-89-7090-552-5[11]

《數學女孩》
- 台灣中文版：世茂出版社2021年10月6日發行，ISBN 9789865408572，衛宮紘譯，洪萬生審訂

《數學女孩：費馬最後定理》
- 台灣中文版：世茂出版社2011年5月26日發行，ISBN 9789866097010，鍾霓譯，洪萬生審訂

《數學女孩：哥德爾不完備定理》
- 台灣中文版：世茂出版社2012年4月26日發行，ISBN 9789866097416，鍾霓譯，王銀國、洪萬生審訂

《數學女孩：隨機演算法》
- 台灣中文版：世茂出版社2013年5月30日發行，ISBN 9789866097898，陳冠貴譯，洪萬生審訂

《數學女孩：伽羅瓦理論》
- 台灣中文版：世茂出版社2014年9月2日發行，ISBN 9789865779450，陳冠貴譯，洪萬生審訂

《數學女孩：龐加萊猜想》
- 台灣中文版：世茂出版社2019年5月3日發行，ISBN 9789578799738，陳朕疆譯，洪萬生審訂

### 主題曲
- 主題曲 「数学ガール」
作词：yoyodyne，作曲、编曲：yoyodyne
演出：初音未來[12]

## 外部連結
- 結城浩《數學少女》系列官方網頁 （页面存档备份，存于）
- 《數學少女》主題曲靜畫影片 （页面存档备份，存于）